# Jalila Haider
Jalila Haider (Quetta, 10 de desembre de 1988) és una advocada i activista pels drets humans, coneguda per ser la primera dona advocada de la minoria hazara de Quetta i ha defensat els drets de la seva comunitat perseguida al Pakistan. És militant del Partit dels Treballadors Awami, líder del grup del Balutxistan del Front Democràtic de Dones, i activista del Moviment de Protecció dels Paixtus. Va fundar una organització sense ànim de lucre, We the Humans – Pakistan, que té com a objectiu empoderar les comunitats locals del Balutxistan tot reforçant les oportunitats per a dones i nens vulnerables.
Va formar part de les 100 Women BBC del 2019, i va ser escollida com a Dona Coratge per part del Departament d'Estat dels Estats Units el març de 2020.

## Educació
Haider té un grau en Relacions Internacionals per la Universitat de Balutxistan.

## Carrera
Haider ha estat partidària dels drets de les comunitats vulnerables i s'ha pronunciat contra les violacions i abusos dels drets humans que pateixen. Ha fet campanya contra les desaparicions forçades i assassinats de polítics balutxis i ha liderat protestes i assegudes contra la neteja ètnica dels hazares. Participa i parla en contra de les atrocitats que enfronten els paixtus i creu que el seu dolor és similar, ja que tots reclamen el seu dret a la vida garantit a la Constitució del Pakistan. Haider també es va dirigir a una reunió del Moviment de Protecció dels Paixtus a Quetta el març de 2018, cosa que li va comportar crítiques i situacions d'assetjament.
Després de quatre atacs contra la comunitat hazara a l'abril de 2018, Haider va dirigir un espai de vaga de fam davant del club de premsa de Quetta, que va durar uns cinc dies. Haider i altres activistes van exigir al cap de l'estat major de l'Exèrcit de Terra del Pakistan, Qamar Javed Bajwa, visitar la comunitat i prendre mesures concretes per portar els autors a la justícia i garantir la seva seguretat. Haider i els ancians de la comunitat van mantenir converses inconcluses amb el ministre en cap del Balutxistan, Abdul Quddus Bizenjo, el ministre federal de l'Interior, Ahsan Iqbal, i el ministre provincial de l'Interior, Sarfraz Bugti. La vaga va acabar després que Qamar Javed Bajwa mantingués reunions amb els ancians de la tribu i amb representants de la comunitat, incloses les dones hazares, a les quals va prometre seguretat i protecció del dret a la vida de la comunitat. Després de la vaga de fam, el 2 de maig de 2018, el jutge en cap del Pakistan, Mian Saqib Nisar, va obrir d'ofici una investigació sobre les matances dels hazares. En la posterior audiència de l'11 de maig, aquestes matances dirigides es van qualificar de neteja ètnica, i Nisar va instruir a totes les agències de seguretat que presentessin informes sobre les forces darrere d'aquests assassinats.
A banda del seu activisme polític, Haider és advocada al Col·legi d'Advocats de Balutxistan. S'ha especialitzat en la defensa dels drets de les dones i ofereix serveis jurídics gratuïts a persones que no poden pagar assessorament legal en una àmplia gamma de qüestions, com ara justícia justa, matances extrajudicials, violència domèstica, disputes matrimonials, assetjament sexual i drets de propietat.
El 2018, Haider també es va reunir a Islamabad amb Ihsan Ghani, coordinador nacional de l'Autoritat Nacional contra el Terrorisme, per presentar les queixes de les dones hazares que s'enfronten a reptes socials, econòmics i administratius a causa de la mort dels seus marits.
Haider també ha contribuït al moviment feminista del Balutxistan lluitant contra les normes del patriarcat i dirigint grans moviments, inclosa la Marxa Aurat.
El 2020 Haider va rebre una beca a la Universitat de Sussex.

## Premis i reconeixements
El 2014 va ser seleccionada com a becària del programa Emerging Leaders of Pakistan de l'Atlantic Council i el 2015 va rebre una beca Rajeev Circle com a emprenedora social del Pakistan. El mateix any, Haider va formar part de la llista News Women Power 50, sobre les dones més influents i poderoses del Pakistan. També va ser becària Young Connectors of the Future del Svenska Institutet el 2016.
El 2019 va formar part de la sèrie 100 Women BBC, que és una llista sobre dones inspiradores i influents compilada per la BBC. Va rebre el Premi Internacional Dona Coratge el març del 2020 per part de la Secretaria d'Estat dels Estats Units.
També el 2020 va rebre el Women Leaders Award de Hum TV, per les fites assolides l'any anterior.

## Amenaces
Haider ha rebut crítiques per part de la seva societat, i amenaces i situacions d'assetjament per part d'actors estatals i no estatals a causa del seu activisme contra les vulneracions dels drets humans. El març de 2019, el seu nom va figurar a la llista de control de sortida del Pakistan, després que es reunís públicament amb el Moviment de Protecció dels Paixtus.